# Хоуп Милс (Северна Каролина)
Хоуп Милс (енгл. Hope Mills) град је у америчкој савезној држави Северна Каролина.

## Демографија
По попису из 2010. године број становника је 15.176, што је 3.939 (35,1%) становника више него 2000. године.
| Група             | 2000.         | 2010.         |
| Белци             | 7.920 (70,5%) | 8.633 (56,9%) |
| Афроамериканци    | 1.979 (17,6%) | 4.025 (26,5%) |
| Азијати           | 142 (1,3%)    | 275 (1,8%)    |
| Хиспаноамериканци | 719 (6,4%)    | 1.519 (10,0%) |
| Укупно            | 11.237        | 15.176        |